# Prottes
Prottes is een gemeente in de Oostenrijkse deelstaat Neder-Oostenrijk, gelegen in het district Gänserndorf (GF). De gemeente heeft ongeveer 1300 inwoners.

## Geografie
Prottes heeft een oppervlakte van 13,7 km². Het ligt in het noordoosten van het land, ten westen van de grens met Slowakije en ten oosten van de hoofdstad Wenen.
Aderklaa · Andlersdorf · Angern an der March · Auersthal · Bad Pirawarth · Deutsch-Wagram · Drösing · Dürnkrut · Ebenthal · Eckartsau · Engelhartstetten · Gänserndorf · Glinzendorf · Groß-Enzersdorf · Groß-Schweinbarth · Großhofen · Haringsee · Hauskirchen · Hohenau an der March · Hohenruppersdorf · Jedenspeigen · Lassee · Leopoldsdorf im Marchfeld · Mannsdorf an der Donau · Marchegg · Markgrafneusiedl · Matzen-Raggendorf · Neusiedl an der Zaya · Obersiebenbrunn · Orth an der Donau · Palterndorf-Dobermannsdorf · Parbasdorf · Prottes · Raasdorf · Ringelsdorf-Niederabsdorf · Schönkirchen-Reyersdorf · Spannberg · Strasshof an der Nordbahn · Sulz im Weinviertel · Untersiebenbrunn · Velm-Götzendorf · Weiden an der March · Weikendorf · Zistersdorf
- Gemeinsame Normdatei: 4276045-8
- Library of Congress Control Number: nr96011371
- Virtual International Authority File: 168197672